# Síndrome de descompressió

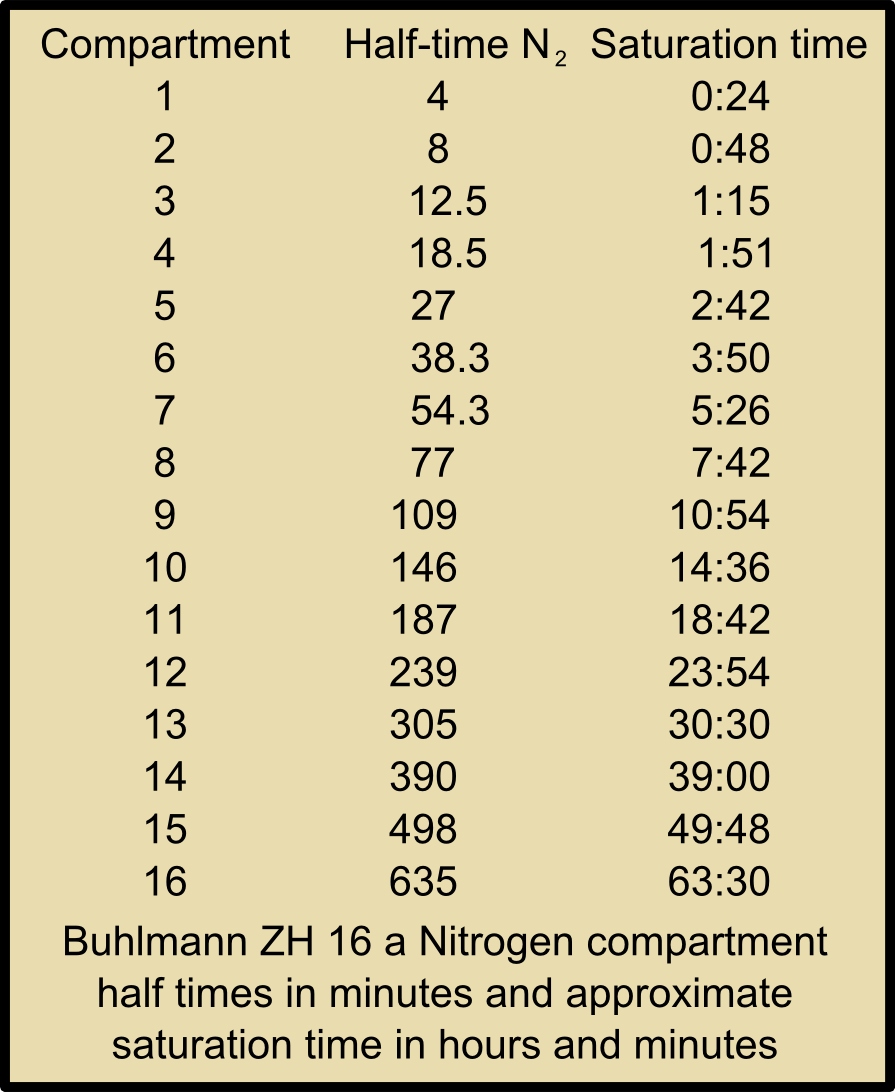
Taula de descompressió

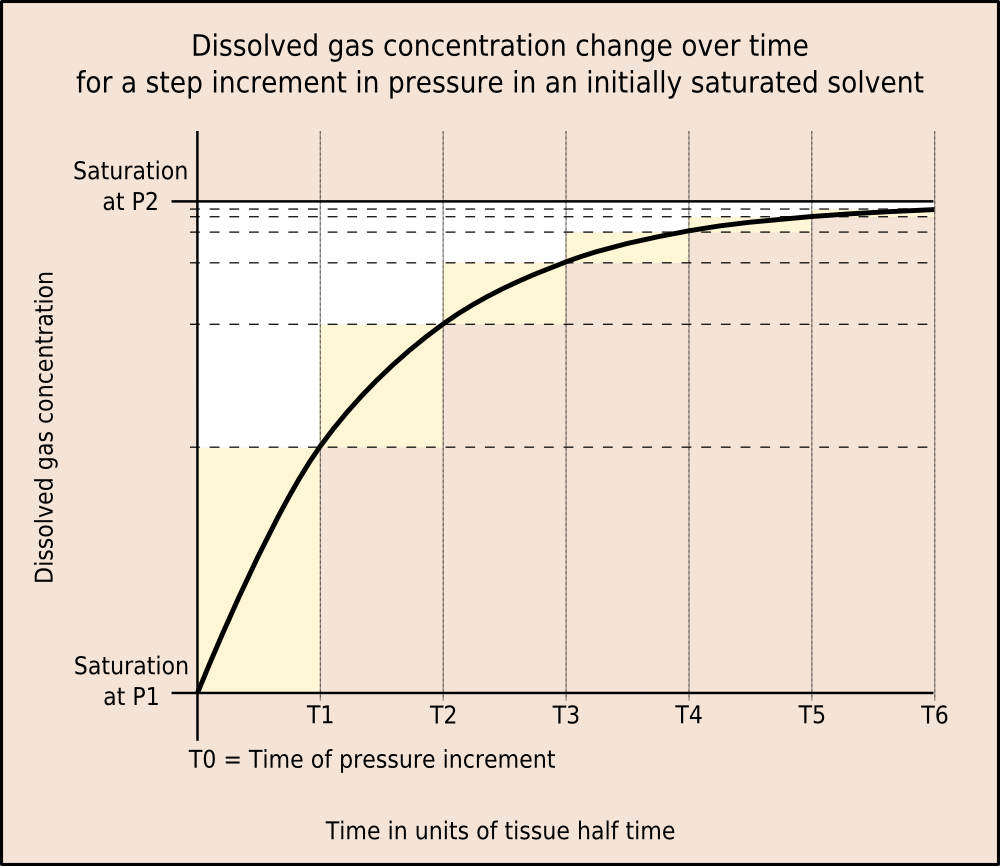
Canvi de la concentració del gas dissolt al llarg del temps

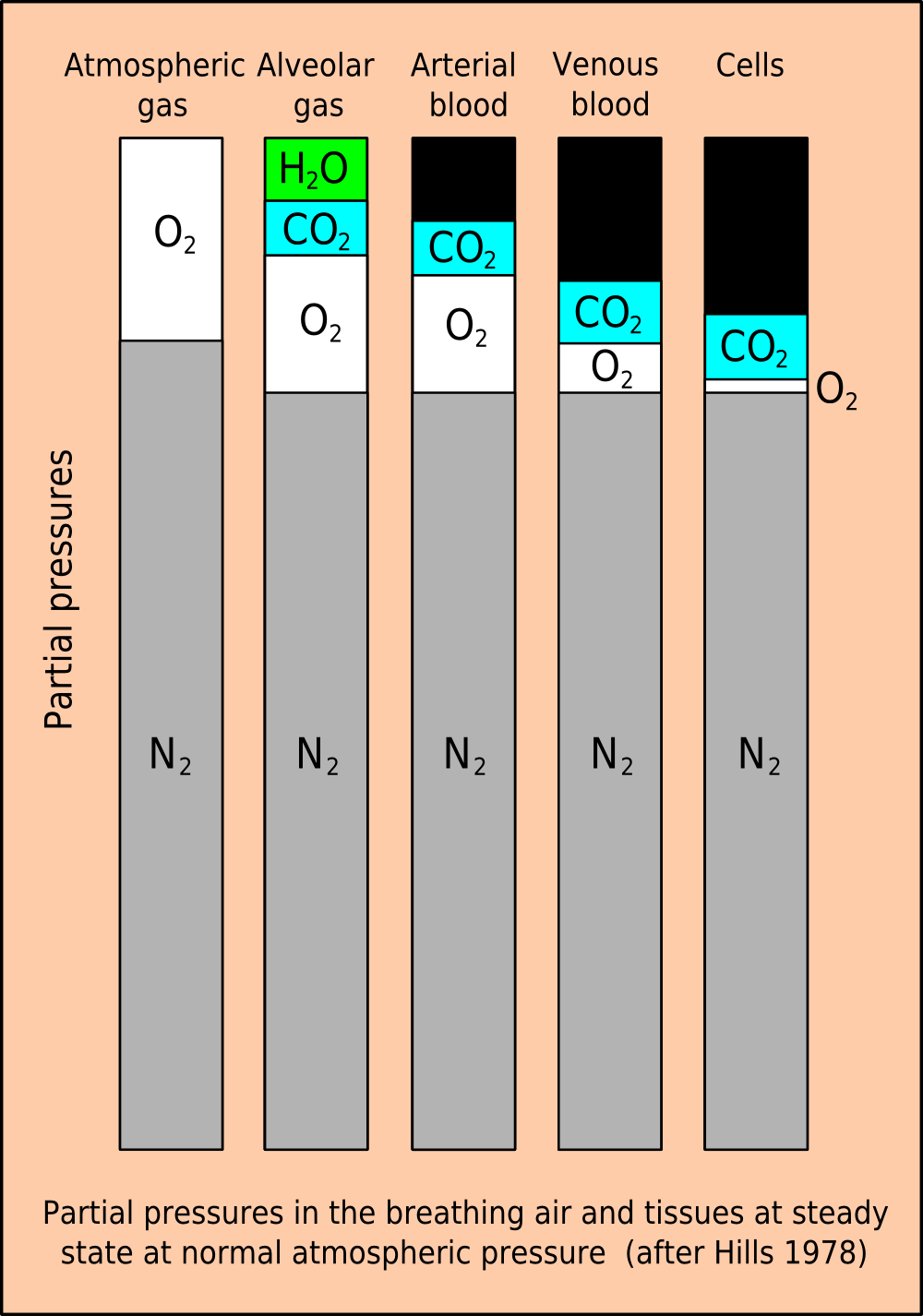
Comparació de les pressions parcials a l'aire atmosfèric i en dissolució en teixits corporals a pressió atmosfèrica normal, que mostra el dèficit de saturació als teixits degut a processos metabòlics

La síndrome de descompressió és el terme emprat per denominar la malaltia aguda coneguda en medicina com embòlia gasosa produïda per una disminució brusca de la pressió atmosfèrica. Aquesta malaltia es caracteritza per l'aparició de petites bombolles i inflamació a nivell subcutani, però el símptoma inequívoc és l'aparició d'un fortíssim dolor, que afecta diverses parts del cos. Certes regions corporals poden sofrir paràlisi transitòria i de vegades es produeixen lesions permanents i fins i tot la mort.
Aquesta síndrome de descompressió també és coneguda com a "malaltia dels bussos", "accident disbàric" o "malaltia disbàrica".

## Història
La primera vegada que es va observar aquest procés va ser el 1839, i aviat va ser conegut entre els bussos i els treballadors que havien de romandre durant períodes perllongats en càmeres d'aire comprimit. Els símptomes apareixien quan tornaven a les condicions atmosfèriques habituals. L'única mesura terapèutica que es coneixia consistia a retornar a la víctima a una càmera d'alta pressió, i iniciar la descompressió de manera lenta i progressiva. S'ignorava la causa dels símptomes. Durant la Segona Guerra Mundial, l'evolució tecnològica de l'aeronàutica va permetre que els avions aconseguissin més de 9.000 m en 6 minuts; a aquesta altitud, la pressió atmosfèrica és inferior a un terç de la pressió atmosfèrica a nivell del Mar. Una despressurització tan brusca conduïa amb freqüència a l'aparició d'una síndrome de descompressió en el pilot.

## Estudis de la malaltia
Amb aquest motiu es va començar a estudiar en profunditat el mecanisme de la malaltia: un descens brusc de la pressió de l'aire produeix una disminució de la solubilitat dels gasos en solució i, per tant, els gasos dissolts retornen a l'estat gasós dins del corrent sanguini, formant bombolles de gas. Aquestes bombolles de gas alliberades dins del corrent sanguini poden obstruir alguns dels vasos terminals (arterioles), interrompent l'aportació sanguínia a les terminacions nervioses, desencadenant-així els símptomes que es produeixen a conseqüència de quadres isquèmics (infarts) en diferents zones, cerebrals, òssies, renals, etc. L'oxigen i el diòxid de carboni tornen al seu estat soluble dins de la sang amb rapidesa, però els gasos inerts romanen en estat gasós i, per tant, són el principal responsable.
Es pot prevenir l'aparició d'aquesta malaltia fent que el pilot respiri oxigen pur no només durant el vol, sinó també abans del mateix. D'aquesta manera s'elimina el nitrogen de la circulació.
Perquè es presenti aquesta malaltia en els bussos, aquests han de respirar una barreja gasosa que contingui un o més gasos inerts (per exemple: nitrogen, heli, hidrogen), i han de romandre un temps a una profunditat determinada perquè es produeixi una saturació considerable de gas inert en els teixits. En aquestes condicions és imprescindible realitzar durant l'ascens parades estàtiques pel bus per eliminar el sobrant de gas inert que s'acumula en els teixits. Si s'ometen aquestes parades es produirà una sobresaturació excessiva de gas inert que pot aconseguir el punt crític de sobresaturació a partir del qual el gas canvia d'estat i forma bombolles. Aquestes bombolles que poden ser intravasculars i/o extravasculars són les responsables del quadre simptomàtic de la malaltia descompressiva.